# Anoplophora stanleyana
Anoplophora stanleyana är en skalbaggsart som beskrevs av Hope 1839. Anoplophora stanleyana ingår i släktet Anoplophora och familjen långhorningar.
Artens utbredningsområde är Myanmar. Inga underarter finns listade i Catalogue of Life.